# (4102) Gergana
(4102) Gergana ist ein Hauptgürtelasteroid, der am 15. Oktober 1988 von Wioleta Iwanowa vom Rožen-Observatorium aus entdeckt wurde.
Der Asteroid wurde nach Gergana Georgieva Gelkova, der Großnichte der Entdeckerin, benannt.